# Семидидько, Андрей Андреевич

Семидидько Андрей Андреевич (укр. Семидідько Андрій Андрійович; род. 30 января 1974, Чернигов, УССР, СССР) — правозащитник, общественный деятель, исполнительный директор Антирейдерского союза предпринимателей Украины, основатель гражданской сети «СВОЇ».

## Биография

### Образование
В 1997 году окончил Киевский политехнический институт (инженер-промтеплоенергетик).
В 2009 году получил юридическое образование, Киевского национального университета имени Тараса Шевченко.

### Трудовая деятельность
С 1998 года Андрей Семидидько занимается предпринимательской деятельностью — основатель и руководитель предприятий малого и среднего бизнеса.

### Семья
Женат, воспитывает двух детей: сына и дочь.

## Общественная деятельность

### «АСПУ»
В 2006 году, в результате рейдерской атаки на предприятие Андрея Семидидько, он создает общественную организацию «Антирейдерский союз предпринимателей Украины» (укр. Антирейдерський союз підприємців України, сокращенно «АСПУ». В настоящее время Экспертным советом «АСПУ» обобщено более 800 случаев проявлений рейдерства, с анализом преступных схем, выявлением заказчиков, чиновников, физических и юридических лиц - участников конфликтов, а также их ролей, которых они исполняют в преступных схемах. В данное время «АСПУ» объединяет 510 трудовых коллективов и предпринимателей из разных отраслей экономики.

### «ЧЕСТНО»
9 декабря 2011 Движение «Честно» (укр. Рух «Чесно») инициировал кампанию «Фильтруй Раду». В рамках этой кампании участники движения совместно с журналистами и с общественными активистами проверяли действующих депутатов на соответствие критериям добропорядочности, которые определяли активисты движения. Андрей Семидидько входил в координационный совет Движения «Честно».
Аналитическая команда Движения «Честно» проверила сначала 450 действующих народных депутатов, а затем - более 2500 кандидатов в парламент. Движение обнаружило более 900 нечестных кандидатов в народные депутаты. Параллельно участники Движения создали отдельный инструмент измерения добродетели политиков - «Чеснометр».

### Конфликт с Андреем Портновым
Предыстория. Андрей Семидидько в эфире «5 канала» в рамках телепрограммы «Народный контроль» заявил о причастности Андрея Портнова к рейдерским действиям.
В связи с чем с 2010 по 2013 год Семидидько подвергался уголовному преследованию со стороны Андрея Портнова, первого заместителя Главы Администрации Президента Януковича. 17 апреля 2013 года, был полностью оправдан судом.

### «СВОЇ»
В декабре 2013 года, на Евромайдане (укр. Євромайдан), Андрей Семидидько выступил инициатором создания гражданской сети патриотов «СВОЇ».
С августа 2014 года, А. Семидидько является соучредителем и Председателем правления Благотворительного фонда «СВОЇ». Фонд содержит волонтерский центр в г.Киеве, на ул.Фроловская, 9/11. Фонд оказывает помощь переселенцам из зоны АТО, финансовую поддержку активистам, занимающихся охраной общественного порядка. На данный момент, БФ «СВОЇ» оказывает помощь переселенцам, общей численностью около 20 тыс человек.

### ТСОУ
В марте 2014 года, по инициативе А. Семидидько, в Киеве, на базе старого тира ДОСААФ (в Украине правопреемником ДОСААФ является организация ОСОУ — Общество содействия обороне Украины, впоследствии переименовано в ТСОУ), был создан Учебный центр Realist Security Hub. На базе центра проводятся занятия по самообороне, обращению с огнестрельным оружием, неотложной медицинской помощи, тактической медицине, обращению со средствами пожаротушения, поведению в условиях террористической угрозы, тактике действий малых групп. Обучение проводят ведущие специалисты сферы безопасности - сотрудники охранных фирм, Красного Креста, Государственной службы Украины по чрезвычайным ситуациям (ГСЧС), ветераны боевых действий зоны АТО. В Realist Security Hub все желающие могут получить и закрепить важнейшие навыки, которые помогут выжить в экстремальной ситуации. Учебный центр существует на средства волонтеров и гражданских активистов. Опыт и методика по созданию таких центров на базе объектов инфраструктуры ТСОУ, распространяется в других регионах Украины.
С марта 2014 года, Андрей Семидидько становится советником Председателя Товарищества содействия обороне Украины (ТСОУ) — (укр. ТСОУ — Товариство сприяння обороні України), по вопросам защиты собственности. А затем и Председателем Шевченковской районной организации ТСОУ, Заместителем Председателя Киевской городской организации ТСОУ.

### Творческая деятельность
Андрей Семидидько значится автором множества статей и публикаций по вопросам развития экономического суверенитета Украины, защиты прав собственности, безопасности предпринимательской деятельности.
Выступал спикером на тематических конференциях, давал интервью телеканалам и участвовал в пресс-конференциях по защите собственности и проявлениях рейдерских атак на частный бизнес, читал лекции для студентов.

### Поджог автомобиля
В 2014 году — "Главе антирейдерского союза Семидидько сожгли машину".

"По причинам. Ну мешаю я людям деньги зарабатывать. Если серьезно, то напрягает совместное интервью с Семенюк-Самсоненко по Коломойскому. Еще ситуация по заводу Антонова, где старое руководство не подчиняется решению Кабмина и поселило на заводе гопоту, типа для защиты от рейдеров. Все остальное - конфликты мелкие. Такие действия меня только мобилизуют", - отметил Семидидько.

### Обвинения
Обвинения в прессе, на страницах интернет-изданий, а так же.

Структура, возглавляемая Андреем Семидидько, вмешивается чуть ли не во все корпоративные конфликты, происходящие в Украине, а иногда и за ее пределами. Как утверждают злые языки, заказчики высоко ценят его умение «вести дела», в частности «решать» сложные вопросы в судах.

Андрей Семидидько безапелляционно «квалифицирует действия судей при осуществлении правосудия, устанавливает нарушение норм материального и процессуального права при принятии ими судебных решений, признает указанные решения неправосудными, а также дает правовую оценку действиям, совершенным субъектами хозяйствования и инвесторами, в частности, устанавливая нарушение прав определенных физических и юридических лиц». Именно так деятельность Андрея Семидидько оценена в письме, направленном от имени Госкомиссии по ценным бумагам и фондовому рынку в Гепрокуратуру.

### Законодательная деятельность
Разработчик 20 законодательных инициатив по урегулированию вопросов в области регистрации прав собственности, открытых реестров, корпоративного управления. Семидидько А.А. являлся членом Общественных советов при Фонде Государственного имущества Украины, Министерстве юстиции Украины, Міністерство соцiальної політики України, Государственной Фискальной службы. Был консультантом Комитетов Верховная рада: по вопросам верховенства права и правосудию; по законодательному обеспечению правоохранительной деятельности в МВД Украины; по борьбе с организованной преступностью и коррупцией.

### Политическая деятельность
В 2002—2006 годах — депутат Шевченковского районного совета в Киеве; глава постоянной комиссии по вопросам молодёжной политики, гуманитарных вопросов и духовного возрождения, его заместитель Зорян Шкиряк.
Баллотировался в депутаты Верховной Рады Украины по округу № 223 (г. Киев) 7-го созыва: самовыдвижение.